# Mammoth (Arizona)
Pour les articles homonymes, voir Mammoth.
Mammoth est une ville américaine située dans le comté de Pinal en Arizona.
Selon le recensement de 2010, Mammoth compte 1 426 habitants. La municipalité s'étend sur 1,04 milles carrés (2,69 km2).

## Démographie
| 1910 | 1920 | 1930 | 1960  | 1970  | 1980  |
| ---- | ---- | ---- | ----- | ----- | ----- |
| 651  | 324  | 239  | 1 913 | 1 953 | 1 906 |

| 1990  | 2000  | 2010  | - | - | - |
| ----- | ----- | ----- | - | - | - |
| 1 845 | 1 762 | 1 426 | - | - | - |